# George Robison Black
George Robison Black (* 24. März 1835 bei Jacksonboro, Screven County, Georgia; † 3. November 1886 in Sylvania, Georgia) war ein US-amerikanischer Politiker. Zwischen 1881 und 1883 vertrat er den Bundesstaat Georgia im US-Repräsentantenhaus.

## Werdegang
George Black war ein Sohn von Edward Junius Black (1806–1846), der zwischen 1839 und 1845 ebenfalls den Staat Georgia im Kongress vertrat. Er besuchte die öffentlichen Schulen seiner Heimat und studierte danach an der University of Georgia in Athens sowie an der University of South Carolina in Columbia. Nach einem anschließenden Jurastudium und seiner im Jahr 1857 erfolgten Zulassung als Rechtsanwalt begann er in Savannah in seinem neuen Beruf zu arbeiten. Während des Bürgerkrieges stieg er im Heer der Konföderation bis zum Oberstleutnant auf.
Nach dem Krieg begann Black als Mitglied der Demokratischen Partei eine politische Laufbahn. Im Jahr 1865 war er Delegierter auf einer Versammlung zur Überarbeitung der Staatsverfassung von Georgia; 1872 nahm er an der Democratic National Convention in Baltimore teil. Zwischen 1874 und 1877 saß Black im Senat von Georgia. Außerdem war er Vizepräsident der Georgia State Agricultural Society.
Bei den Kongresswahlen des Jahres 1880 wurde Black im ersten Wahlbezirk von Georgia in das US-Repräsentantenhaus in Washington, D.C. gewählt, wo er am 4. März 1881 die Nachfolge von John C. Nicholls antrat, den er bei der Vorausscheidung innerhalb seiner Partei geschlagen hatte. Da er seinerseits zwei Jahre später bei der Nominierung gegen Nicholls verlor und daher nicht zur Wiederwahl nominiert wurde, konnte er bis zum 3. März 1883 nur eine Legislaturperiode im Kongress absolvieren. Nach seinem Ausscheiden aus dem Kongress ist Black politisch nicht mehr in Erscheinung getreten. Er starb am 3. November 1886 in Sylvania.